# Rodome
Rodome là một xã của Pháp, nằm ở tỉnh Aude trong vùng Occitanie.
Người dân địa phương trong tiếng Pháp gọi là Rodomois.

## Hành chính
| Danh sách các xã trưởng                |           |                   |      |                       |
| Giai đoạn                              | Giai đoạn | Tên               | Đảng | Tư cách               |
| tháng 3 năm 2001                       | 2008      | Jean-Louis Siffre | UMP  | Tổng ủy viên hội đồng |
| Tất cả các dữ liệu trước đây không rõ. |           |                   |      |                       |

## Thông tin nhân khẩu
| Năm | 1962 | 1968 | 1975 | 1982 | 1990 | 1999 |
| --- | ---- | ---- | ---- | ---- | ---- | ---- |
| Dân số | 96   | 158  | 135  | 144  | 124  | 95   |
| From the year 1968 on: No double counting—residents of multiple communes (e.g. students and military personnel) are counted only once. |      |      |      |      |      |      |